# میبدی
میبدی (منسوب به میبد) می‌تواند به افراد زیر اشاره کند:
- ابوالفضل رشید الدین میبدی، نویسنده و مفسر قرآن در نیمه اول قرن ششم
- محمدتقی فاضل میبدی، روحانی ایرانی و پژوهشگر فقه و کلام
- محمدرضا میبدی، استاد دانشگاه صنعتی امیرکبیر
- علیرضا میبدی برنامه ساز رادیو و تلویزیون